# Бескозобовское сельское поселение
Бескозобовское се́льское поселе́ние — упразднённое муниципальное образование в Голышмановском районе Тюменской области Российской Федерации.
Административный центр — село Бескозобово.

## История
Статус и границы сельского поселения установлены Законом Тюменской области от 5 ноября 2004 года № 263 «Об установлении границ муниципальных образований Тюменской области и наделении их статусом муниципального района, городского округа и сельского поселения».

## Население
| 2010 | 2011 | 2012 | 2013 | 2014 | 2015 | 2016 |
| ---- | ---- | ---- | ---- | ---- | ---- | ---- |
| 566  | →566 | ↘533 | ↘510 | ↗516 | ↘507 | ↘494 |
| 2017 | 2018 | 2019 |      |      |      |      |
| ↘480 | ↗488 | ↘462 |      |      |      |      |

## Состав сельского поселения
| № | Населённый пункт | Тип населённого пункта       | Население |
| - | ---------------- | ---------------------------- | --------- |
| 1 | Бескозобово      | село, административный центр | 327       |
| 2 | Новоселки        | деревня                      | 38        |
| 3 | Святославка      | деревня                      | 33        |
| 4 | Терехина         | деревня                      | 117       |
| 5 | Успенка          | деревня                      | 51        |